# École nationale des techniciens de l'équipement
En France, l'École nationale des techniciens de l'équipement (ENTE) était un centre de formation à compétence nationale implanté sur deux sites - Aix-en-Provence les Milles, ouvert en 1972, et Valenciennes, ouvert en 1996 - et rattaché à deux ministères (actuellement : Ministère de la Transition écologique et solidaire, et Ministère de la Cohésion des territoires). Un site a également existé à Montpellier.
À partir de 2019, l’ENTE comprend :
- la direction des études,
- le secrétariat général,
- la direction de la stratégie et du développement,
- le centre ministériel d’appui à la formation à distance

## Réseau de formation
Cette école s’inscrit dans le réseau de formation propre de ses deux ministères, qui comprend en outre :
- l’École nationale des ponts et chaussées (ENPC) ;
- l’École nationale des travaux publics de l'État (ENTPE) ;
- l’École nationale de l’aviation civile (ENAC) ;
- l’École nationale de la météorologie (ENM) ;
- le Groupe écoles des affaires maritimes (CIDAM) ;
- l’École nationale des sciences géographiques-géomatique (ENSG-Géomatique) ;
- l’Institut de Formation de l’Environnement (IFORE) ;

ainsi que dix centres de Valorisation des Ressources Humaines (CVRH) destinés à enrichir les connaissances professionnelles des fonctionnaires tout au long du déroulement de leur carrière.

## Missions
L'ENTE assurait la formation des lauréats aux concours de recrutement (internes et externes) dans les corps de catégorie B du Ministère chargé du développement durable : depuis 2012, les corps concernés étaient les Techniciens supérieurs principaux du développement durable et les Secrétaires d'administration et de contrôle du développement durable.
L'École délivrait le titre de "chargé(e) de projet en aménagement durable des territoires", enregistré au Répertoire national des certifications professionnelles (Arrêté du 29 juillet 2014) au niveau III (équivalent BTS / DUT). L'ENTE forme également des élèves non fonctionnaires en vue de l'obtention de ce titre.
Elle réalisait aussi des formations courtes : formation post-recrutement pour les techniciens supérieurs du développement durable et les secrétaires d'administration et de contrôle du développement durable promus par la voie de l'examen professionnel ou de la liste d'aptitude, formations de prise de poste ou continues pour les agents du Ministère.
De 1997 à 2013, elle a assuré la formation post-concours (internes comme externes) des techniciens supérieurs de la Ville de Paris, qui suivaient le même cursus que les techniciens supérieurs du ministère. Le choix de cette formation éloignée géographiquement et thématiquement de Paris remonte à un accord entre le Maire de Paris et le député de Valenciennes pour soutenir cet établissement. Elle a aussi assuré la reconversion de personnels de France Télécom (en 2004) et a accueilli des stagiaires marocains.

## Recrutement

### Fonctionnaires stagiaires
S'agissant de recrutements dans la fonction publique de l'État, ils se font par concours.
Pour le corps des Techniciens supérieurs principaux du développement durable, les concours (externe et interne) sont organisés selon les spécialités du corps (Techniques générales ; Exploitation et entretien des infrastructures ; Navigation, sécurité maritime et gestion de la ressource halieutique et des espaces marin et littoral). Le concours externe exige un niveau Bac+2 depuis 2012, il exigeait seulement le Bac auparavant. Le concours comporte deux épreuves écrites (note de synthèse ; questionnaire technique) et une épreuve orale (entretien) ; pour la spécialité Navigation, l'oral comporte en outre des épreuves sportives.
Le corps des secrétaires d'administration et de contrôle du développement durable est organisé en deux spécialités.
Pour la spécialité Administration générale, le concours externe est de niveau Bac. Pour la spécialité Contrôle des transports terrestres, le concours externe est de niveau Bac+2.

### Élèves non fonctionnaires
Les élèves non fonctionnaires sont admis via le portail Parcoursup ou, pour ceux qui ne peuvent pas utiliser ce portail, par dépôt direct d'un dossier auprès de l'ENTE.
Ces élèves sont astreints au paiement de droits d'inscription, et peuvent bénéficier de bourses sur critères sociaux, dont les montants sont identiques à ceux des établissements dépendant du ministère de l'enseignement supérieur.

## Formation

### Techniciens supérieurs principaux du développement durable

#### Généralités
Une fois le concours réussi les techniciens supérieurs principaux du développement durable (TSPDD) sont affectés suivant leurs choix et les places disponibles dans un des deux établissements pour y suivre leur formation. Les deux établissements assurent la même formation.
Pour certains lauréats, peut être proposée une modalité de formation en alternance et à distance : ils sont alors affectés administrativement dans un service dès le début de la formation ; ils suivent à l’ENTE le tronc commun, puis la suite de la formation se déroule en alternance entre l’école et le poste d’affectation, avec des modalités de formation à distance ; la troisième partie de la formation était ainsi identique pour tous les stagiaires.
La formation débouche sur l'attribution du titre de "chargé(e) de projet en aménagement durable des territoires", reconnu de niveau III.

#### Déroulement de la formation
La formation était structurée en 3 périodes, depuis l’appréhension des compétences et connaissances générales jusqu’à l’acquisition de savoir-faire professionnels pour accompagner la prise de poste.
La 1re période était un tronc commun d’une durée d’environ 1 mois qui réunit l’ensemble des TSPDD des 3 spécialités à l’ENTE. Il aborde les aspects fondamentaux pour l’insertion dans l’environnement professionnel. Les principaux objectifs sont d’acquérir la capacité à comprendre le sens et devenir un acteur du développement durable, se situer dans l’ensemble des acteurs de l’aménagement des territoires et s’intégrer dans son environnement professionnel (bureautique, communication écrite et orale,aspects juridiques et économiques). Après ce tronc commun, les stagiaires de la spécialité « navigation, sécurité maritime et gestion de la ressource halieutique et des espaces marin et littoral » poursuivent leur formation à l’école nationale de la sécurité et de l’administration de la mer.
La 2e période de formation, d’octobre à février, visait l’acquisition des compétences nécessaires à l’ensemble des métiers exercés par les TSPDD spécialités techniques générales et exploitation-entretien des-infrastructures. Les principaux objectifs sont de comprendre les enjeux d’un territoire pour contribuer à son développement et son aménagement, définir des solutions techniques et prendre en compte les dimensions systémiques, économiques, juridiques, à utiliser les méthodes et outils liés à la conception d’un projet sur un territoire, communiquer dans les différentes situations professionnelles. Cette période de formation comprend également un stage en service de 2 semaines.
La dernière période, de mars à juin, avait pour but la préparation à la prise de poste en suivant un parcours spécialisé dans le domaine d’activité du poste occupé pour acquérir un socle de connaissances ainsi que les compétences nécessaires à la prise de poste (enjeux du domaine, acteurs, cadre juridique et procédures, méthodes et outils employés, etc.). Les stagiaires sont en service sur leur poste d’affectation, et suivent une formation en alternance et à distance, comprenant environ 4 semaines de formation en présentiel à l’ENTE.
Avant 2012, la formation pouvait durer un ou deux ans en fonction du niveau de diplôme du lauréat du concours.

### Secrétaires d'administration et de contrôle du développement durable
Les stagiaires des deux spécialités suivaient un tronc commun d’un mois, avant des parcours différenciés selon la spécialité.
Pour la spécialité « administration générale », la période d’approfondissement des compétences professionnelles se traduisait par environ deux mois d’apports à l’ENTE, suivis d’une période en service ; en juin, un module revenant sur l’analyse des situations de travail conclut cet aspect de la formation. La formation de spécialisation et d’adaptation au poste était faite sous forme de 4 semaines de formation à l’école, en alternance avec la présence en service.
Pour la spécialité « contrôle des transports terrestres », après le tronc commun se déroulait une période d’approfondissement, constituée de modules « métier » réalisés soit à l’établissement de Valenciennes de l’ENTE, soit au Centre de valorisation des ressources humaines de Clermont-Ferrand. Ces modules représentent environ 28 semaines de formation, en alternance avec la présence en poste.

### Élèves non fonctionnaires
Le titre de "Chargé de projet en aménagement durable des territoires" pouvait être obtenu à l’issue d’une formation délivrée par l’ENTE sur deux années scolaires aux titulaires d’un baccalauréat. Elle peut être suivie notamment sous le statut d’étudiant ou de demandeur d’emploi.
En fonction de leurs acquis antérieurs (formation et expérience professionnelle), les candidats peuvaient être admis directement en deuxième année. Celle-ci correspond à l'année de formation des lauréats des concours externe et interne de technicien supérieur principal du développement durable. Ils suivent alors le même cursus avec quelques adaptations de cours du fait de leur statut et de leurs débouchés professionnels différents. En particulier, la dernière période de formation se déroule alors sous forme de stage.
La première année de la formation a pour but d’apporter les fondamentaux scientifiques, techniques et méthodologiques dans les domaines des sciences de l’environnement, des sciences de l’ingénieur et des sciences humaines et sociales.
Cette première année, centrée sur l’observation des territoires, vise à permettre la bonne intégration dans la deuxième année, qui développe l’analyse du territoire et la conduite de projets d’aménagement sur le territoire.

## Métiers des stagiaires fonctionnaires
Les fonctionnaires généralistes (techniciens supérieurs principaux "Techniques générales" et secrétaires d'administration et de contrôle "Administration générale") étaient affectés dans les services du Ministère ou dans certains établissements publics sous sa tutelle. Une journée des affectations par ordre de mérite pondéré de critères sociaux et familiaux clôturait la formation. Ils et elles sont susceptibles de travailler notamment dans les domaines suivants :
1.Ressources humaines
2.Gestion et comptabilité
3.Commande publique et marchés
4.Affaires juridiques et contentieuses
5.Transports, sécurité routière
6.Informatique
7.Urbanisme, aménagement
8.Habitat, logement, politique de la ville
9.Environnement
10.Métiers de la formation
11.Communication
12.Administration de données et systèmes d’information

## Direction des écoles
1986: Aldo Massa (écoles de Montpellier et Aix-en-Provence)

## Fermeture des écoles
Les deux sites ont fermé au printemps 2023. Le site d'Aix a été transformé en école de policiers municipaux pour les régions Sud-Est.